# アルネ・エンゲルス
アルネ・エンゲルス（Arne Engels, 2003年9月8日 - ）は、ベルギー・フラームス＝ブラバント州オプウェイク出身のサッカー選手。スコティッシュ・プレミアシップ・セルティックFC所属。ポジションはMF。

## クラブ経歴

### クラブ・ブルッヘ
11歳の時にクラブ・ブルッヘのユースチームに入団。2020年8月に傘下のクラブNXT昇格が決定。以降下部組織ででプレーするも、トップチームには昇格ならず。

### FCアウクスブルク
2023年1月3日、FCアウクスブルクと4年半の契約を締結。2022-23シーズンは途中加入ながら18試合に先発出場。翌2023-24シーズンは3ゴールを決めた。

### セルティックFC
2024年8月30日、セルティックFCと4年契約を結んだ。

## 代表経歴
ユース時代から、各世代のベルギー代表で活躍し、2023年にはUEFA U-21欧州選手権2023に出場。2024年9月にフル代表初招集。6日のUEFAネーションズリーグのイスラエル戦で代表デビュー。3-1で初代表戦を勝利で飾った。